# Lâu đài Forna

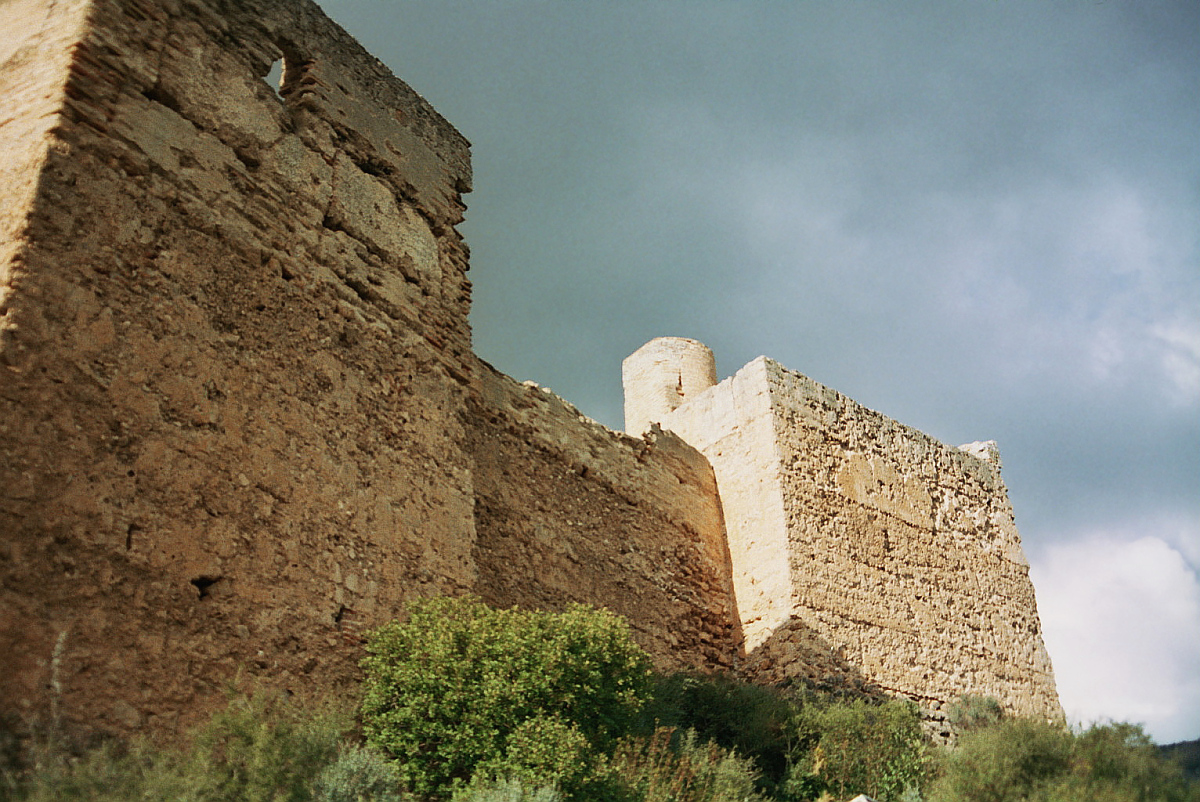
Lâu đài Forna

Lâu đài Forna (tiếng Tây Ban Nha: Castillo de Forna) là một lâu đài ở phía bắc tỉnh Alicante, Tây Ban Nha. Lâu đài này nằm trên đỉnh đồi cao 232 mét, phía nam của thị trấn Adsubia (gồm cả L'Atzúvia). Lâu đài có khuôn viên hình vuông với bốn tháp ở bốn gốc. Cửa vào lâu đài nằm ở cạnh phía bắc giữa hai tháp, sau đó vào sân hình vuông. Trong một phòng của tháp phía đông bắc là một trong những mẫu hình tốt nhất của phong cách kiến trúc thời Trung cổ ở tỉnh Alicante. Bên trong có các hình ảnh một con tàu, một con rắn biển và các khí giới của thời Trung cổ. Tháp phía đông bắc khác các tháp còn lại về kích thước và dựng lên trên bức tường thành đất sét với một công trình giả đá phía ngoài. Do phong cách kiến trúc của tháp, trông tháp có vẻ như được xây vào thế kỷ 12. Lâu đài này có nét tương đồng với các lâu đài cùng quy mô ở tỉnh Alicante, bao gồm lâu đài Olimbroi ở Denia, nay đã biến mất, lâu đài Palacete ở Cox. 
Lâu đài Forna hiện nay vẫn còn nguyên vẹn và là một trong những lâu đài được bảo tồn tốt nhất ở tỉnh Alicante. 